# Marco Buschmann
Pour les articles homonymes, voir Buschmann.
Marco Buschmann, né le 1er août 1977 à Gelsenkirchen, est un homme politique allemand, membre du Parti libéral-démocrate (FDP). Député au Bundestag, il est ministre fédéral de la Justice de 2021 à 2024.

## Biographie

### Jeunesse et formation
Buschmann naît le 1er août 1977 à Gelsenkirchen, dans la Ruhr, où il grandit dans un milieu modeste, et fait ses études secondaires au Max-Planck-Gymnasium de 1988 à 1997. Premier membre de sa famille à avoir l'Abitur, il effectue son service civil de 1997 à 1998 puis entreprend des études de droit à l'université de Bonn de 1998 à 2004. Il est en outre titulaire d'un doctorat obtenu à l'université de Cologne en 2016,.

### Carrière professionnelle
Avocat de métier, il a rédigé un certain nombre d'articles pour des revues juridiques. Par ailleurs passionné de musique électronique, il a composé en 2018 un hymne pour les Jeunes libéraux.

### Parcours politique
Buschmann entre au FDP en 1994 et adhère aux Jeunes libéraux. Au niveau local, il est président de la section de Gelsenkirchen depuis 2010 et président du FDP de Rhénanie-du-Nord-Westphalie de 2012 à 2014.
Élu député au Bundestag en 2009, il n'est pas réélu en 2013 lorsque le FDP n'atteint pas le plancher de 5 % des voix nécessaire pour être représenté dans le système électoral allemand. Par la suite, proche du président du FDP Christian Lindner, Buschmann exerce la fonction de directeur fédéral (Bundesgeschäftsführer) du FDP de 2014 à 2017. De retour au Bundestag en 2017, il devient secrétaire général (Parlamentarischer Geschäftsführer) du groupe FDP et, à ce poste, développe de bonnes relations de travail avec le groupe des Verts.
À la suite des élections fédérales de 2021, Buschmann est nommé en décembre ministre fédéral de la Justice dans le gouvernement de coalition dirigé par Olaf Scholz (SPD). Il est alors remplacé par Johannes Vogel en tant que secrétaire général de son groupe au Bundestag.

### Vie privée
Catholique pratiquant, il est marié à Janina Hatt.

## Prises de position
Buschmann est attaché à la protection des droits civiques et s'est opposé aux blocages de sites Internet et à la conservation des données.